# Antonio Gava

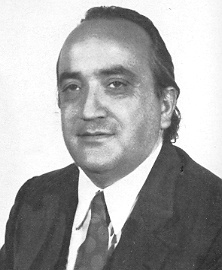
Antonio Gava (1976)

Antonio Gava (* 30. Juli 1930 in Castellammare di Stabia, Provinz Neapel; † 8. August 2008) war ein italienischer Politiker der Democrazia Cristiana (DC).

## Leben

### Abgeordneter und Minister
Gava stammte aus der einflussreichen neapolitanischen Familie Gava, die nach der Absetzung von Bürgermeister Achille Lauro über viele Jahre die Politik Neapels entscheidend mitbestimmte. Sein Vater Silvio Gava war ein langjähriger Senator sowie Justiz- und Schatzminister. Nach dem Schulbesuch studierte er Rechtswissenschaft und war nach dem Abschluss (Laurea in giurisprudenza) als Rechtsanwalt und Journalist tätig. Später war er zeitweise Ordentlicher Professor für Öffentliche Finanzen.
Er selbst war zunächst in der Provinzpolitik tätig und erhielt als Präsident der Provinz Neapel wegen seiner Beteiligung an der misswirtschaftlichen Politik in der Provinz und der Stadt Neapel den Spitzname „Il Padrino“ (Der Pate).
Am 25. Mai 1972 wurde er als Kandidat der DC als Mitglied in die Camera dei deputati (Abgeordnetenkammer) gewählt und vertrat in dieser bis zum 22. April 1992 den Wahlkreis Neapel.
Mitte der 1970er stieg er innerhalb der DC auf und wurde 1975 von Amintore Fanfani, dem Politischen Sekretär der Partei zum Leiter der Sektion Kommunalverwaltungen in der Parteiführung berufen, obwohl ihm eine Mitverantwortlichkeit für Misswirtschaft innerhalb der Stadtverwaltung von Neapel vorgeworfen wurde.
Am 18. Oktober 1980 wurde er als Minister ohne Geschäftsbereich in die Regierung von Ministerpräsident Arnaldo Forlani berufen und gehörte dieser bis zum 28. Juni 1981 an. Zwischen dem 4. August 1983 und dem 28. Juli 1987 war er Minister für Post und Telekommunikation in den ersten beiden Regierungen von Bettino Craxi sowie im sechsten Kabinett von Amintore Fanfani.
Im Anschluss war er zunächst Finanzminister im Kabinett von Giovanni Goria, ehe er vom 13. April 1988 bis zum 16. Oktober 1990 Innenminister war.
Danach wurde er am 30. Oktober 1990 Parlamentarischer Geschäftsführer der DC-Fraktion und behielt diese Funktion bis zu seinem Ausscheiden aus der Abgeordnetenkammer am 22. April 1992.

### Senator, Niedergang der DC und Verurteilung wegen Mafiaverbindungen
Am 23. April 1992 wurde er Mitglied im Senato della Repubblica (Senat) und übernahm dort zwischen Juni und September 1992 das Amt des Vorsitzenden des Ständigen Ausschusses für Verfassungsangelegenheiten. Zugleich war er von Juli 1992 bis März 1993 Vorsitzender der DC-Fraktion im Senat.
Kurz darauf nahm die Staatsanwaltschaft von Mailand unter dem Namen Mani pulite (Saubere Hände) Ermittlungen wegen Bandenbildung mit der Mafia gegen ihn, aber auch den früheren Ministerpräsidenten Giulio Andreotti und den ehemaligen Haushaltsminister Paolo Cirino Pomicino sowie andere einflussreiche DC-Politiker auf sowie gegen ihn und den früheren Innenminister Vincenzo Scotti wegen Unterschlagung.
Am 14. April 1994 schied er aus dem Senat aus.
Die Anklagen und Vorwürfe gegen ihn und andere Spitzenpolitiker trugen letztlich zum Niedergang der DC und der letztlichen Auflösung der einflussreichsten Partei Italiens in der Nachkriegszeit bei. Aufgrund der Vorwürfe der Korruption und Verbindungen zur Mafia wurde er später durch ein Gericht zu einer fünfjährigen Freiheitsstrafe verurteilt.